# Kader Ferhaoui
Abdelkader Ferhaoui plus connu sous le nom de Kader Ferhaoui (arabe : عبد القادر فرحاوي) est un footballeur international algérien devenu ensuite entraîneur, né le 29 mars 1965 à Oran. Il joue au poste de milieu de terrain du milieu des années 1980 au début des années 2000.
Formé au Montpellier HSC, il remporte avec ce club la Coupe de France en 1990. Il joue également à l'AS Cannes puis à l'AS Saint-Étienne et termine sa carrière au Red Star 93.
Sous le maillot algérien, il compte onze sélections pour un but marqué et termine troisième de la Coupe d'Afrique des nations 1988. Il remporte également avec la sélection la Coupe Afro-Asiatique des Nations 1991.

## Biographie
Kader Ferhaoui quitte l'Algérie à l'âge de 3 ans et s'installe avec sa famille à Lunel dans l'Hérault. Il commence le football au sein du club local, le Gallia Club Lunel où il se fait remarquer par les recruteurs du Montpellier HSC. 
Il intègre en 1981 le centre de formation montpelliérain aux côtés de Laurent Blanc, Franck Passi, Pascal Baills et Jean-Michel Guédé et joue son premier match en équipe première le 11 septembre 1982 face à l'ES Viry-Châtillon. Les Montpelliérains s'imposent dans ce match de Division 2 sur le score de quatre buts à zéro. Avec ses coéquipiers du centre de formation, il dispute la finale de la Coupe Gambardella en 1984. Les Pailladins s’inclinent quatre tirs au but à deux face au Stade lavallois dans un match se terminant sur un match nul sans buts,.
Il devient titulaire au poste de milieu offensif gauche à partir de la saison 1986 et participe grandement à la remontée du club en Division 1 lors de la saison 1987. Il remporte également, avec son club, le titre de champion de France de division 2 en battant les Chamois niortais, quatre buts à deux sur les deux matchs. En Division 1, Montpellier PSC crée la surprise en terminant 3e du championnat avec la meilleure attaque du championnat.
Ses prestations en club lui valent d'être appelé en équipe d'Algérie et le 24 février 1987, il dispute un match amical non officiel contre le FC Nantes qui se conclut sur une défait un à zéro. Il est ensuite sélectionné pour la Coupe d'Afrique des nations 1988. Il marque contre le Zaïre un but décisif qui permet à sa sélection de disputer la demi-finale. L’Algérie s'incline ensuite aux tirs au but en demi-finale face au Nigeria mais remporte le match pour la troisième place contre le Maroc.
En 1990, Kader Ferhaoui et ses coéquipiers remportent la Coupe de France en battant le Matra Racing deux buts à un après prolongations. Dans un match fermé, il marque le second but montpelliérain sur un centre d'Éric Cantona, à la 108e minute de la rencontre. 
L'année suivante, Montpellier HSC réalise un beau parcours en Coupe d'Europe des vainqueurs de coupe en éliminant successivement le PSV Eindhoven, un but à zéro sur les deux matchs, et le Steaua Bucarest, huit buts à zéro sur les deux matchs, ne tombant que face au futur vainqueur de l'épreuve, Manchester United, en quart de finale, trois buts à un sur les deux rencontres. Lors du match aller au stade de la Mosson contre le Steaua, Kader Ferhaoui est victime d'une fracture de la jambe à la 10e minute. Opéré des ligaments croisés du genou, il ne revient qu'en fin de saison.
En 1991-1992, il remporte avec l'équipe d'Algérie la Coupe afro-asiatique des nations en battant en deux matchs l'Iran grâce à la règle des buts à l'extérieur. En championnat, le Montpellier HSC termine 6e et en fin de saison, Kader Ferhaoui remporte avec ses coéquipiers l’ancêtre de la Coupe de la Ligue, la Coupe d'été, en battant en finale le SCO Angers trois à un. Il quitte son club formateur en 1993 et rejoint l'AS Cannes qui vient de monter en division 1.
Kader Ferhaoui devient un des éléments essentiels de l'équipe dirigée par Luis Fernandez. Le club cannois termine 6e du championnat se qualifiant ainsi pour la Coupe de l'UEFA. Après deux belles saisons passées en haut du tableau, le club connait termine 14e en 1996. Il quitte alors le club cannois et retourne dans son club formateur.
Le retour au Montpellier HSC est difficile, le club est éliminé d'entrée en Coupe de l'UEFA par le Sporting Portugal et se retrouve dans la zone de relégation, à sept longueurs du 16e à la trêve. Le MHSC enchaîne alors vingt matchs d'affilée sans défaite et termine 10e du championnat. En Coupe de France, le club élimine en quart de finale, à l'extérieur, les Girondins de Bordeaux, Kader Ferhaoui marquant dans ce match le but décisif. Les Montpelliérains doivent cependant s'incliner en demi-finale face à En Avant Guingamp sur le score de deux buts à zéro après prolongations. Ils connaissent, à ce même stade de la compétition, la défaite en Coupe de la Ligue au Stade Chaban-Delmas face aux Girondins de Bordeaux, sept tirs au but à six, après un match nul deux buts partout au terme de la prolongation.
La saison suivante, il atteint la finale de la Coupe Intertoto en début de saison. Montpellier HSC s'incline face à l'Olympique lyonnais sur le score de quatre buts à deux sur les deux matchs. En championnat, il n'est plus considéré comme un titulaire par Michel Mézy et il rejoint en fin de saison, l'AS Saint-Étienne, alors en division 2.
Il devient le capitaine des « Verts » et au terme de la saison 1999 le club remporte le championnat et monter en division 1. En fin d'année, il est élu meilleur joueur de division 2. Kader Ferhaoui dit avoir « vécu une saison chargée d'émotions. Une saison pleine pour le club et pour moi. J'ai pris du plaisir dans tous les clubs où je suis passé, mais c'est certainement à Saint-Étienne que j'en ai pris le plus ».
La saison suivante en division 1, il est titulaire en début de saison mais perd sa place au profil d'Alex. Les dirigeants stéphanois lui promettent alors un poste dans l'encadrement du club mais après quatre mois sans contrat à entrainer les jeunes, il s'engage avec le Red Star en National.
Il signe au Red Star le 1er septembre 2000 et débute en championnat National lors de la 7e journée contre La Roche Vendée Football avec le brassard de capitaine. Les Audoniens s'inclinent deux à un dans cette rencontre. Le challenge avec le club audonien est difficile, il rejoint un club 17e en championnat, Kader Ferhaoui déclare « C'est un défi intéressant car il y a beaucoup de boulot. Le Red Star est un club ambitieux en pleine reconstruction. Je voulais aussi montrer aux dirigeants de Saint-Etienne, qui m'imposaient d'arrêter, que je n'étais pas fini ». Blessé à la cuisse avant la 26e journée, il ne joue pas la fin de saison qui voit le Red Star terminer dernier du National et descendre en CFA. Sous le maillot du Red Star, il dispute un total de seize matchs de championnat et quatre matchs en coupes.
Kader Ferhaoui reste à la fin de sa carrière dans le milieu du football et devient entraîneur adjoint de René Marsiglia à l'AS Cannes en National en novembre 2001 mais cette expérience ne dure que jusqu'à la fin de la saison. En 2004, il reprend une licence de joueur dans son premier club le Gallia Club Lunel, club de CFA 2, par amitié pour l'entraineur, Pascal Fugier, côtoyé au Montpellier HSC.
Il devient en 2005 recruteur pour l'AS Saint-Étienne, poste qu'il occupe pendant deux ans. Parallèlement, il joue encore au niveau amateur à La Talaudière, en division d'honneur excellence, en 2005 puis à l'AS Feurs, l'année suivante, en division d'honneur. En 2009, il devient entraîneur des benjamins du Montpellier HSC puis en septembre 2010, il rejoint l'AC Arles-Avignon, promu en Ligue 1, comme entraîneur adjoint après le limogeage de Michel Estevan. Le 21 avril 2011, il quitte cette fonction mais reste au club afin de s'occuper du projet de centre de formation.  Il rejoint en décembre 2012 le Sporting Toulon Var, club de division d'honneur comme entraîneur. Il quitte le club en juillet 2013 avant l'ouverture de la nouvelle saison. En octobre 2014, il est nommé entraîneur de l'US Le Pontet, club de CFA. Il quitte le club en fin de saison.
En juin 2016, il reprend un poste d'entraineur des spécifiques attaquants au centre de Formation du MHSC jusqu'en juin 2020.
Il sera par la suite (juillet 2020) responsable de la formation chez les féminines du MHSC et entraineur des U19 Nationaux féminines jusqu'en décembre 2023.

## Palmarès
Kader Ferhaoui remporte avec le Montpellier HSC la Coupe de France en 1990. Avec ce club, il est également champion de France de division 2 en 1987 et gagne en 1992 la Coupe d'été. Il est aussi finaliste de la Coupe Gambardella en 1984 et de la Coupe Intertoto 1997. Il est le troisième joueur le plus capé avec le club montpelliérain avec 349 matchs disputés. Il est devancé par Pascal Baills et Bruno Carotti.
Avec l'AS Saint-Étienne, il remporte le championnat de France de division 2 en 1999 et est élu meilleur joueur de division 2 en 1999. il est également à 46 reprises capitaine des Verts.
En équipe nationale, il termine 3e de la Coupe d'Afrique des nations 1988 et gagne la Coupe Afro-Asiatique des Nations 1991.

## Statistiques
Le tableau ci-dessous résume les statistiques en match officiel de Kader Ferhaoui durant sa carrière de joueur professionnel,,. 
| Saison      | Club             | Pays   | Championnat | Championnat | Championnat | Coupes nationales | Coupes nationales | Coupe d'Europe | Coupe d'Europe | Coupe d'Europe | Sélection | Sélection |
| Saison      | Club             | Pays   | Division    | Matchs      | Buts        | Matchs            | Buts              | Type           | Matchs         | Buts           | Matchs    | Buts      |
| ----------- | ---------------- | ------ | ----------- | ----------- | ----------- | ----------------- | ----------------- | -------------- | -------------- | -------------- | --------- | --------- |
| 1982 - 1983 | Montpellier HSC  | France | Division 2  | 1           | 0           | -                 | -                 | -              | -              | -              | -         | -         |
| 1983 - 1984 | Montpellier HSC  | France | Division 2  | 1           | 0           | -                 | -                 | -              | -              | -              | -         | -         |
| 1984 - 1985 | Montpellier HSC  | France | Division 2  | 3           | 0           | -                 | -                 | -              | -              | -              | -         | -         |
| 1985 - 1986 | Montpellier HSC  | France | Division 2  | 21          | 5           | 3                 | 1                 | -              | -              | -              | -         | -         |
| 1986 - 1987 | Montpellier HSC  | France | Division 2  | 26          | 5           | 3                 | 0                 | -              | -              | -              | -         | -         |
| 1987 - 1988 | Montpellier HSC  | France | Division 1  | 30          | 5           | 4                 | 0                 | -              | -              | -              | 4         | 1         |
| 1988 - 1989 | Montpellier HSC  | France | Division 1  | 35          | 4           | 3                 | 1                 | C3             | 2              | 0              | 1         | 0         |
| 1989 - 1990 | Montpellier HSC  | France | Division 1  | 35          | 5           | 6                 | 3                 | -              | -              | -              | 2         | 0         |
| 1990 - 1991 | Montpellier HSC  | France | Division 1  | 16          | 1           | 1                 | 0                 | C2             | 3              | 0              | 0         | 0         |
| 1991 - 1992 | Montpellier HSC  | France | Division 1  | 30          | 2           | 3                 | 0                 | -              | -              | -              | 3         | 0         |
| 1992 - 1993 | Montpellier HSC  | France | Division 1  | 32          | 3           | 4                 | 0                 | -              | -              | -              | 0         | 0         |
| 1993 - 1994 | AS Cannes        | France | Division 1  | 36          | 5           | 1                 | 0                 | -              | -              | -              | -         | -         |
| 1994 - 1995 | AS Cannes        | France | Division 1  | 30          | 0           | 1                 | 0                 | C3             | 1              | 0              | 1         | 0         |
| 1995 - 1996 | AS Cannes        | France | Division 1  | 28          | 2           | 4                 | 0                 | CI             | 2              | 0              | -         | -         |
| 1996 - 1997 | Montpellier HSC  | France | Division 1  | 33          | 2           | 8                 | 1                 | C3             | 2              | 1              | -         | -         |
| 1997 - 1998 | Montpellier HSC  | France | Division 1  | 18          | 1           | 1                 | 0                 | CI             | 5              | 1              | -         | -         |
| 1998 - 1999 | AS Saint-Étienne | France | Division 2  | 37          | 5           | 2                 | 0                 | -              | -              | -              | -         | -         |
| 1999 - 2000 | AS Saint-Étienne | France | Division 1  | 20          | 0           | 3                 | 0                 | -              | -              | -              | -         | -         |
| 2000 - 2001 | Red Star         | France | National    | 16          | 0           | 1                 | 1                 | -              | -              | -              | -         | -         |
| Total       | Total            | Total  | Total       | 448         | 45          | 48                | 7                 | -              | 15             | 2              | 11        | 1         |

## Palmarès

### En club
Montpellier HSC
- Championnat de France D2 en 1987

- Vainqueur de la Coupe de France en 1990.
- Vainqueur de la Coupe d'été 1992
- finaliste de la Coupe Gambardella en 1984
- finaliste de la Coupe Intertoto 1997

AS Saint-Étienne
- Championnat de France  D2 en 1999

### EnÉquipe d'Algérie
- 3e de la Coupe d'Afrique des nations 1988
- Vainqueur de la Coupe Afro-Asiatique des Nations 1991.

## Distinctions personnelles
- Trophée UNFP du meilleur joueur de Division 2 en 1999
- Nommé dans l'équipe-type de Division 2 en 1999